# عرف (إسلام)
العرف، بالضم، هو: «ما تعارف عليه أهل العقول السالمة وليس في الشرع ما يخالفه». يعد مصدر تشريع ثانوي يصار إليه عند تحديد بعض الأحكام الشرعية التي تعود لما تعارف الناس عليه وهذا المصدر مهم وخصوصا للقضاة الذين ترفع إليهم قضايا حول تحديد مايفض الخصومات فيما لم يأت به دليل من الكتاب والسنة والإجماع وهو يعد من الأدلة الشرعية عند الفقهاء ولكن يطبقه الفقهاء في الأحكام الفقهية الفرعية لا الأصلية وقد عمل النبي بالعرف والصحابة من بعده وأكثر مايؤخذ بالعرف في الطلاق والأيمان والنذور، والنفقات، وغير ذلك.

## تعريف العرف
ذكر الأصوليون للعرف عدة تعريفات نتطرق لبعضها فمن ذلك:
- عرفه النسفي بأنه: «العرف والعادة: ماستقر في النفوس من جهة العقول وتلقته الطباع السليمة بالقبول»[1]
- عرف صاحب شرح التحرير العادة التي هي مرتبطة بالعرف بأنها: «الأمر المتكرر من غير علاقة عقلية».
- وعرف ابن عابدين العادة بأنها: «مأخوذة من المعاودة فهي بتكررها ومعاودتها مرة بعد أخرى صارت معروفة مستقرة في النفوس والعقول متلقاة بالقبول من غير علاقة ولا قرينة حتى صارت حقيقة عرفية» ولا فرق بين بين العادة والعرف فهما بمعنى واحد وإن كان الناس يقرون العادة أكثر من العرف لتكررها.[2]
- ونستطيع أن نعرف العرف بأنه: «ما تعارف الناس عليه من طبائع وعادات فيما بينهم في عصر وأقرها العقل والشرع والفطرة». وهذا أنسب تعريف تقريبا للعرف لعدة أسباب منها:
- أنه يخرج العرف الفاسد.
- أن هناك أمور قد يقرها العقل ويرفضها الشرع.
- أن هذا التعريف يدخل أقسام العرف العام والخاص.

## أنواع العرف
ينقسم العرف باعتبار الشمول إلى قسمين:
- العرف العام وهو: ما يتعارف عليه أهل الأقاليم الإسلامية في عصر معين ووقت من الأوقات مثل: الطلاق والزواج والتجارة والحرف اليدوية وضيافة الغريب وغير ذلك.
- العرف الخاص وهو: ما يتعارف عليه أهل مدينة وبلد وقرية معينة كمهر الزواج، وكإطلاق بعض المسميات على شيء معين مثل: إطلاق لفظ المكتل على محمل التمر وإطلاق لفظ الصاع على مقياس معين من الشيء المكيل وغير ذلك.

وهناك نوعان من العرف من ناحية الوقوع والحدوث وهي:
- عرف عملي: مثل اعتياد الناس البيع على صفة معينة من غير كلام فقط قبض وأخذ.
- عرف قولي: مثل إطلاق لفظ السيارة على المركبة ذات الأربع عجلات وإطلاق لفظ الماشية على الغنم دون غيرها ونحو ذلك.

## الاحتجاج بالعرف
بالنسبة للاحتجاج بالعرف وهل هو حجة لابد من بيان عدة أمور في هذا الشأن وهي:
- أولا: لابد أن نعلم أن العرف المقبول بالاتفاق كما ذكر ذلك الشاطبي والسيوطي وابن عابدين وغيرهم أنه العرف العام المطرد من عهد الصحابة ومن بعدهم الذي لم يخالف نصا شرعيا ولا قاعدة أساسية. حتى قال بعضهم إذا انطبقت هذه القاعدة أن العرف يصار إليه بدل القياس ويصلح أن يخصص الدليل الشرعي وهذا روي عن الحنفية.
- ثانيا: استدل أهل العلم من الفقهاء وغيرهم من الأصوليون بقوله تعالى: ((خذ العفو وأمر بالعرف وأعرض عن الجاهلين))[3]
- ثالثا: استدلوا من السنة بحديث عبد الله بن مسعود: (مارآه المسلمون حسنا فهو عند الله حسن ومارآه المسلمون سيئا فهو عند الله سيئ)رواه الإمام أحمد في مسنده والبزار والطبراني في معجمه الكبير ووثق رجاله.

### الفرق بين العرف والإجماع
لو رأينا بنظر الناقد في العرف والإجماع لرأينا أنهما يتفقان في شيء ويختلفان في أشياء: فالذي يتفق عليه العرف والإجماع أن كلاهما مصدر تشريع معتبر بشكل عام وإن كان الإجماع أقوى اعتبارا من العرف كمصدر تشريع.
وإذا نظرنا في الاختلاف وجدنا أن الإجماع خاص بالمجتهدين دون غيرهم من العوام وأما العرف فهو عام يشمل الخواص والعوام من الناس ويدخل في ذلك العلماء والفقهاء والمحدثون والصناع والأصاغر والأكابر والإجماع يشترط فيه الاتفاق أما العرف فإنه يختلف من بلد إلى بلد آخر.
وكذلك الإجماع يأتي ضبطه بعد جهد وتحرير وتحري وبحث وأما العرف فلا فإنه يعلم بدون كثير تكلف ولا تعب.

### مايطبق عليه العرف
إن من الصعب جدا أن نحصر جميع تطبيقات العرف وذلك أن العرف يختلف باختلاف الزمان والمكان ولكن نستطيع أن نمثل له بأمثلة منها:
1. دخول جدران وعلو البيت في البيت عند شراءه وبيعه فهذا مما يعرف بالعرف ولا يلزم الإشارة إليه.
2. دخول أغراض السيارة في السيارة مثل قطع الغيار التي بداخلها كالعجلة الاحتياطية وما شابه ذلك.
3. الذين يوقفون وقفا مثلا يطبق في وقفهم هذا ماتعارف الناس عليه في وقته.
4. اعتبار الكفاءة في الزوج ماتعارف عليه العرب في ذلك
5. عند شراء بعض الأغراض الحديثة وخصوصا الأجهزة تضمن هذه الأجهزة مدة وذلك بما تعارف الناس عليه وهذا يجري في الغالب.

### اختلاف الأحكام باختلاف العرف
اختلاف الأحكام باختلاف العرف مما تقرر عند أكثر الأصوليين وهذا مما يعلم عن طريق العقل والنظر في الواقع المعاصر والتغير يحصل بسبب انحراف في الأعراف العامة أو نشوء زمن يتطلب تطورا في الأطباع والعادات المتبعة لضرورة الزمن وهذا مما جعل الأصوليون يشترطون في المجتهد في مسألة حكم أو قضية شرعية أن يكون ملما وعارفا بأعراف وتقاليد المجتمع لكي يساير الواقع الذي يعيش فيه ومن الأمثلة على هذا التغير:
- جواز أخذ الأجرة على امامة المساجد وتعليم القرآن والأذان في المساجد والجوامع وهذا أفتى به الكثير من العلماء المعاصرين وذلك لما انقطع عطايا وهبات المؤدنيين والأئمة من بيت المال كما كان ذلك في الماضي ولمخافة أن تضيع المساجد والجوامع وتكون بلا مأوى.
- جواز الإكراه من غير السلطان فقد أفتى بعض الأئمة في الماضي بخلاف هذا الأمر ولما كان الإكراه من السلطان في العصور المتأخرة متعذرا أفتى العلماء المتأخرون بجواز الإكراه من غير السلطان كما قرر ذلك بعض الأصوليين.